# Biographie de la faim
Biographie de la faim (letterlijk Biografie van de honger) is een roman van de Franstalig Belgische schrijfster Amélie Nothomb, gepubliceerd in 2004. Het is de dertiende roman van Amelie Nothomb die door Éditions Albin Michel werd uitgegeven. Nothomb combineert hierin de ervaringen van Métaphysique des tubes (haar vroege kinderjaren) met die van Sabotage amoureux (haar late kindertijd, de eerste liefde) en evoceert ook de periode van Stupeur et tremblements (haar eerste werkervaring in Japan). Marijke Arijs vertaalde de roman voor uitgeverij Manteau/De Bezige Bij naar het Nederlands; het kreeg de titel De hongerheldin; het werd in februari 2005 uitgebracht onder ISBN 9076682305

## Samenvatting
In dit autobiografische boek vertelt Amélie Nothomb vooral over haar jeugd en adolescentie. Haar personage is niet alleen hongerig naar voedsel, maar eveneens naar drank, liefde, boeken, schrijven, en is doordrongen van een waanzinnige nieuwsgierigheid voor het leven.
Biographie de la faim begint met een beschrijving van Vanuatu, een Melanesische eilandengroep die toen werd bestuurd door een Brits-Frans condominium. Nothomb vertelt de lezer dat het een land is waar honger niet bestaat en nooit heeft bestaan. Vertrekkend vanuit deze veronderstelling volgen veertig pagina's die dit thema van de honger uitputtend beschrijven. Dit doet ze door een reeks bizarre, maar boeiende verhalen aaneen te rijgen die de eerste twintig jaren van haar leven beschrijven in Japan, China, New York en Bangladesh. Zo beschrijft ze hoe ze in haar puberteit rebelleerde doordat haar lichaam van alles overkwam waar ze geen vat op had, een ervaring, zo zegt ze, die te vergelijken was met de toestand van Bangladesh dat toen ook onder een dictatuur gebukt ging. Om daaraan te ontsnappen kwam ze in opstand door anorexisch te worden. Ze kwam ook niet meer op straat in Bangladesh om geen mensen te moeten zien sterven van de honger, en begon de hele dag op haar kamer te schrijven, iets wat ze na haar terugkeer in België op 17-jarige leeftijd bleef doen.